# KBS2
KBS2 é uma rede de televisão aberta sul-coreana fundada em 7 de dezembro de 1964. É de propriedade da Korean Broadcasting System e tornou-se o resultado da fusão entre a extinta Tongyang Broadcasting Company (TBC, 1964-1980) com a KBS em 1980. 
Sua programação consiste principalmente em espetáculos de teatro e entretenimento.

## Programação
A KBS2 contém predominantemente programas de entretenimento e séries de televisão produzidos pela KBS, assim como o KBS Evening 6 Newstime, o principal noticiário da emissora. Os programas Music Bank e You Hee-yeol's Sketchbook, são os seus principais programas musicais e outros títulos como Happy Together, Let's Go Dream Team!, 2 Days & 1 Night, The Return of Superman e Immortal Songs, denotam sua bem conhecida linha de programas de variedades.

## Controvérsias
Em 16 de janeiro de 2010, houve uma controvérsia entre a KBS e a Korea Cable TV Association (KCTA) sobre o valor do sinal. A KCTA procurou reduzir os valores das principais redes nacionais a fim de ser sustentada por meio de assinantes. A KBS exigiu cobrar 280 wones por assinante, enquanto os provedores de televisão, limitaram sua oferta a 100 won por assinatura. As negociações chegaram a um impasse, e assim os provedores decidiram parar de transmitir a KBS2 em todo o país a partir das 15:00 daquele mesmo dia. Devido à perda de visualizações, a KBS2 experimentou um grande declínio em sua audiência. Após isso, a Comissão de Comunicações da Coreia (KCC) ordenou que os provedores de televisão continuassem a transmitir o canal ou enfrentariam uma grande multa. Eles inicialmente recusaram, mas em 17 de janeiro, concordaram em retomar a transmissão da emissora após 28 horas.